# Элькслебен (Ильм)
Элькслебен (нем. Elxleben) — община в Германии, в земле Тюрингия.
Входит в состав района Ильм. Подчиняется управлению Рихгаймер Берг. Население составляет 584 человека (на 31 декабря 2010 года). Занимает площадь 9,43 км².

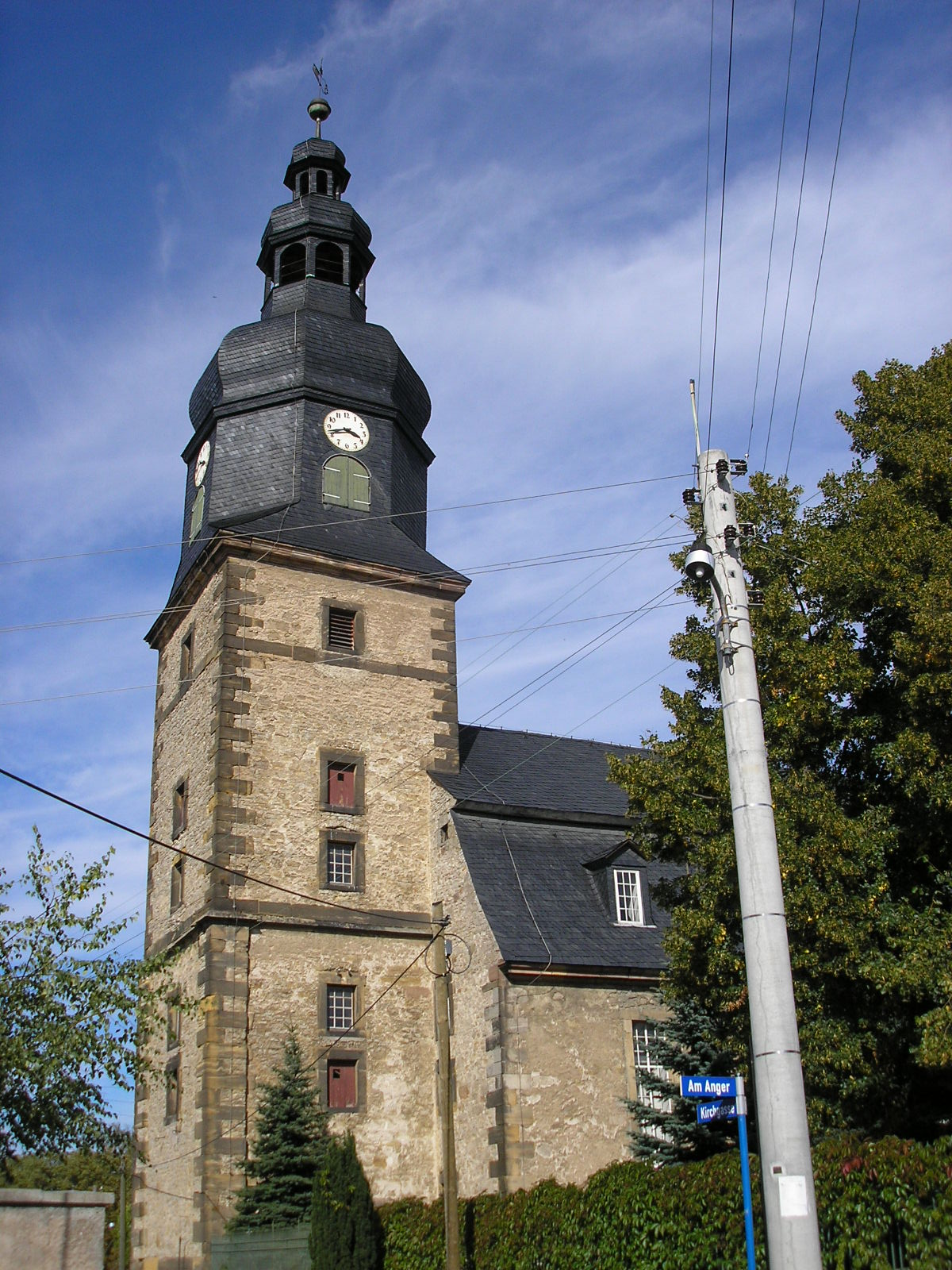
Церковь